# Greenwell Point
Greenwell Point är en ort i Australien. Den ligger i kommunen City of Shoalhaven och delstaten New South Wales, i den sydöstra delen av landet, omkring 120 kilometer söder om delstatshuvudstaden Sydney. Antalet invånare är 1 275.
Närmaste större samhälle är Nowra, omkring 12 kilometer väster om Greenwell Point. 
I omgivningarna runt Greenwell Point växer i huvudsak städsegrön lövskog. Genomsnittlig årsnederbörd är 1 352 millimeter. Den regnigaste månaden är februari, med i genomsnitt 211 mm nederbörd, och den torraste är juli, med 36 mm nederbörd.